# Show and Prove
Show and Prove – debiutancki album amerykańskiego rapera Wiza Khalify. Został wydany 5 września, 2006 roku. Sprzedano ponad 10.000 egzemplarzy tej kompozycji. Singlem z albumu był utwór „All in My Blood (Pittsburgh Sound)”.

## Lista utworów
1. „Intro” – 0:26
2. „All in My Blood (Pittsburgh Sound)” – 3:32
3. „Bout Mine” – 4:22
4. „I Choose You” – 3:44
5. „Damn Thing” – 3:58
6. „Keep the Conversation” (gośc. Boaz) – 4:09
7. „Stay In Ur Lane” – 3:42
8. „Stand Up” (gośc. Kev da Hustla) – 3:46
9. „Too Late” – 4:50
10. „I’m Gonna Ride” – 3:24
11. „Gotta Be a Star (Remix)” (gośc. Johnny Juliano, S. Money) – 4:33
12. „Let Em Know” – 3:43
13. „Sometimes” (gośc. Vali Porter) – 4:21
14. „Locked & Loaded” (gośc. Kev da Hustla) – 3:58
15. „Burn Sumthin” – 3:50
16. „Crazy Since The 80’s” – 4:41
17. „History in the Making” – 7:07